# Steinwasen-Park
Koordinaten: 47° 53′ 59″ N, 7° 55′ 20″ O
Der Steinwasen-Park ist ein Freizeitpark etwa 20 km südöstlich von Freiburg im Breisgau im Hochschwarzwald. Er befindet sich an der Passstraße von Kirchzarten über den Notschrei nach Todtnau, das Gelände im Wilhelmertal gehört zur Gemeinde Oberried.
Auf einer Fläche von 35 Hektar sind Wildgehege und einige Fahrattraktionen zu finden. Der Park ist in die Gebirgslandschaft integriert und hat durchgängig das Thema Schwarzwald. Beispielsweise gibt es einen Kinofilm zur Entstehungsgeschichte des Gebirges und ein Museum mit originalgetreuen Modellbauten von Schwarzwald-Häusern.
Das Angebot des Parks richtet sich vorrangig an Familien mit Kindern. Der Park ist von Mitte März bis Anfang November geöffnet.

## Geschichte
Eine frühe Erwähnungen findet der Steinwasen als Geburtsort von Simon Wiestler Anno 1618 im Kirchenbuch von Kirchzarten. Mitte des 17. Jahrhunderts wurde ein einfaches Gehöft auf dem Steinwasen-Gelände gebaut. Durch die Lage an einer Passstraße durch den Schwarzwald gewann der Hof im 19. Jahrhundert an Bedeutung, als hier eine Poststation mit Gaststätte eröffnet wurde.
Die letzten Besitzer, die Familie Kreutz, gaben den Hof 1970 auf und verkauften das Gelände an den Bauunternehmer Adolf Braun, der an seiner Stelle einen Wildpark errichtete. Bei der Planung und Umsetzung bekam Adolf Braun Unterstützung von anerkannten Wildbiologen. Der Park wurde 1974 eröffnet und 1979 durch einen Sessellift und Sommerrodelbahnen ergänzt. Eine dieser Rodelbahnen wurde 1989 überdacht.
Nachdem 1996 ein neues Hauptgebäude errichtet worden war, folgte zwei Jahre später die Eröffnung der Erlebnisbahnen Spacerunner und Gletscherblitz.
Im Jahr 2000 wurde das Schwarzwald-Kino erbaut und eine eigene Filmproduktion zur Entstehungsgeschichte der Naturlandschaft Schwarzwald gedreht. Im folgenden Jahr wurde die längste Erlebnisbrücke der Welt fertiggestellt, die auch im Guinness-Buch der Rekorde erwähnt ist.
2008 kamen die Wildwasser-Attraktion River Splash sowie der Abenteuer-Spielplatz Schneeburg Steinwasen hinzu, bevor 2011 der 3D-Simulator in ein 4D-Kino umgewandelt wurde.

## Attraktionen

### Park
Über das Tal spannt eine 218 m lange Seilbrücke, die der Park als längste Erlebnisseilbrücke der Welt bewirbt. Im Jahr 2004 führte die Strecke des Black Forest Ultra Bike Marathon über diese Brücke.
Im Obergeschoss des Hauptgebäudes sind neben Schwarzwalddioramen und Märchenszenen zwei weitere Fahrgeschäfte untergebracht: die Luxi-Kinderland, ein Dark Ride, und ein 4D-Kino.
Das Schwarzwald-Kino thematisiert eine filmische Zeitreise durch die Urlandschaft Süddeutschlands.
Der seit 1974 bestehende Tierpark beherbergt über 30 Wildarten in ihrem natürlichen Lebensraum und einen Streichelzoo. Unter anderem werden Rotwild, Luchse, Murmeltiere, Gämse, Steinböcke und Muffelwild gezeigt.
Der Burgthemen-Spielplatz mit seinen Wasserspritzen, Röhrenrutschen, Zug- und Hängebrücken, Kletterwand, Sprungbrett und Balanciermöglichkeiten ist an Kinder gerichtet.

### Bahnen
Im Außenbereich bringt ein Sessellift die Besucher zur Bergstation der beiden 800 m langen Sommerrodelbahnen. Eine der Rodelbahnen verläuft überdacht und kann so ebenso bei Regen genutzt werden.
Im als Eiswelt gestalteten Untergeschoss des Hauptgebäudes befinden sich die Angetriebene Achterbahn Gletscherblitz und die Bobkartbahn Spacerunner, bei der die Geschwindigkeit selbst bestimmt werden kann. Als Besonderheit fahren beide Bahnen ausschließlich innen und sind somit wetterunabhängig.
Im Außenbereich befindet sich der Spinning Rapids Ride River Splash, bei der Rundboote drehend im Wasserkanal gleiten.
| Name           | Typ                  | Hersteller | Geschwindigkeit | Eröffnungsjahr |
| -------------- | -------------------- | ---------- | --------------- | -------------- |
| Rodelbahn      | Sommerrodelbahn      | Wiegand    | ca. 40 km/h     | 1979           |
| Gletscherblitz | Powered Coaster      | Mack Rides | ca. 45 km/h     | 1998           |
| Spacerunner    | Bobkartbahn          | Wiegand    | ca. 40 km/h     | 1998           |
| River Splash   | Spinning Rapids Ride | ABC Rides  | ca. 25 km/h     | 2007           |
| Coaster        | Alpine Coaster       | Wiegand    | ca. 40 km/h     | 2014           |